# 村田朋泰
村田 朋泰（むらた ともやす、1974年7月4日 - ）は、東京都出身のアニメーション作家。TOMOYASU MURATA COMPANY代表。

## 人物
私立大学を中退後、浪人を経て東京藝術大学美術学部デザイン科卒業。2002年同大学院デザイン科修了。2001年に人形アニメ『睡蓮の人』で文化庁メディア芸術祭優秀賞を受賞。Mr.ChildrenのPVや、ap bankのPVなどを手掛ける。

## 「路」シリーズ
「路」シリーズは、村田朋泰による一人のピアニストを主人公とした立体アニメーション、全五部作。
- 第一部 藍の路
- 第二部 白の路
- 第三部 檸檬の路
- 第四部 朱の路
- 第五部 路

これまでに「朱の路」（2002年）、「白の路」（2003年）、「藍の路」（2006年）、「檸檬の路」(2008年)の4作品が発表されている（2008年12月現在）。

## 映像作品
1998年
- TUG_TUG
- せみしぐれ
- An Introduction of Human Zoology
- BURP

1999年
- TOKYO

2000年
- 睡蓮の人

2001年
- オモヒデ

2002年
- 朱の路
- ポンユタウン（NHK「プチプチアニメ」枠）
- いつでも微笑みを
- HERO（Mr.Children ミュージック・ビデオ）

2003年
- 白の路

2004年
- Pink 〜奇妙な夢（『Mr.Children Tour 2004 シフクノオト』ライブスクリーン映像）
- 血の管（『Mr.Children Tour 2004 シフクノオト』ライブスクリーン映像）
- 火吹竹
- 糸（Bank Band ミュージック・ビデオ）

2005年
- さかだちくん、ひたすら走る！
- 冬の虹
- CANDY（『MR.CHILDREN DOME TOUR 2005 "I ♥ U"』ライブスクリーン映像）
- 隔たり（『MR.CHILDREN DOME TOUR 2005 "I ♥ U"』ライブスクリーン映像）

2006年
- 藍の路

2008年
- 檸檬の路

2009年
- 家族デッキ

2010年
- 森のレシオ（2010年 - 、NHK「プチプチアニメ」枠）

2011年
- 花 -Mémento-Mori-『Mr.Children Tour 2011 SENSE』ライブスクリーン映像
- ロザリータ（『Mr.Children Tour 2011 SENSE』ライブスクリーン映像）
- 【es】 〜Theme of es〜（『Mr.Children Tour 2011 SENSE』ライブスクリーン映像）

2024年
- ルカと太陽の花（監督·原案）

### 劇場公開
『村田朋泰 映像特集』
2011年9月3日より新宿K’s cinemeで映像作品集をデジタル上映。
- Aプログラム

『朱の路』『白の路』『藍の路』　『檸檬の路』
- Bプログラム

『さかだちくん、ひたすら走る!』『さかだちくん、デパートへ行く!』 『さかだちくん、ひたすら喰う!』『家族デッキ』『生は荒川、名は村田朋泰』
- Cプログラム

『百色旅館 CM 天然色』『ザ★MURATABAND』『NEWS74』『半透明の耳を持つ少女』『ザ★世界のすべての7月たち』『睡蓮の人』
『オモヒデ』『火吹竹』『とおりゃんせ』『冬の虹』『metropolls』『アブレーション/わたしのプティング』『#1』『Oyasumi』

## 出版作品
- 輝きガール（漫画）
- 大磯情景（小説）
- ルリカケス（漫画）

## 展覧会・上映
- 2002年 - 「村田朋泰全作品展」（東京）
- 2002年 - 「村田朋泰アニメーション全作品展」現代美術館・名古屋
- 2002年 - 「村田朋泰展 立体アニメの現在」CAI現代美術研究所（北海道）
- 2003年 - 「美術を楽しむために2003　村田朋泰」富岡市美術博物館・福沢一郎記念美術館（群馬）
- 2003年 - 「村田朋泰原画展」GALLERY MoMo（東京）
- 2004年 - 「TOMOYASU MURATA COMPANY.Projects 2004 In TSUTAYA TOKYO ROPPONGI」TSUTAYA TOKYO ROPPONGI（東京）
- 2004年 - 「村田朋泰展」ギャラリー人（東京）
- 2004年 - 「村田朋泰　俺の路展」GALLERY MoMo（東京）
- 2004年 - 「村田朋泰展『俺の路』展」熊本パルコ
- 2005年 - 「村田朋泰ー映像・平面ー作品展」アートガーデンギャラリー1,2（岡山）
- 2005年 - 「村田朋泰 ART FUSION」KDDI DESIGNING STUDIO（東京）
- 2005年 - 「村田朋泰展/俺の路/川崎日和」LA CITTADELLA（東京）
- 2005年 - 「俺の路/村田朋泰展」NADIFF modern（東京）
- 2005年 - 「村田朋泰/俺の路/仙台主情主義」せんだいメディアテーク　スタジオa（宮城）
- 2006年 - 「村田朋泰展　俺の路・東京モンタージュ」目黒区美術館（東京）
- 2006年 - 「村田朋泰展　Drawing」GALLERY MoMo（東京）
- 2006年 - 「村田朋泰展　俺の路・東京モンタージュ」福岡アルティアム（福岡）
- 2006年 - 「村田朋泰展　森川町弐番地H6書房之怪」ヴァリエテ本六（東京）
- 2007年 - 「村田朋泰展　ブラックルーム&ホワイトルーム」　GALELLY MoMo（東京）
- 2007年 - 「村田朋泰展　百色旅館-さむらいイカが通る」　Gallery Jin（東京）
- 2007年 - 「ルリカケス／八釜磯辺と満月定休日」　ヴァリエテ本六（東京）
- 2007年 - 「湘南ひらつかキネマの星」　平塚市美術館（神奈川）

## 主な受賞歴
- 第5回文化庁メディア芸術祭アニメーション部門優秀賞（睡蓮の人）[1]
- PFFアワード2002審査員特別賞（睡蓮の人）
- 第9回広島国際アニメーションフェスティバル優秀賞（朱の路）
- アヌシー2003国際アニメーションフェスティバル推薦作品上映（朱の路）
- 第13回文化庁メディア芸術祭審査委員会推薦作品（家族デッキ）
- SKIPシティ国際Dシネマ映画祭2010短編部門奨励賞（家族デッキ）